# 白庙镇 (自贡市)
白庙镇，是中华人民共和国四川省自贡市贡井区曾经下辖的一个镇。2019年9月撤消，其所属行政区域划归建设镇管辖。

## 行政区划
白庙镇撤销前下辖以下地区：
白庙子社区、旭东村、建设村、乐岭村、石岭村、斑竹村、白庙村、刘家村和银匠村。